# Middleton P. Barrow
Middleton P. Barrow (Oglethorpe megye, 1839. augusztus 1. – Savannah, 1903. december 23.) az Amerikai Egyesült Államok szenátora (Georgia, 1882–1883).